# Michael Ortiz
Michael Ortiz (* 6. August 1954) ist ein US-amerikanischer Ingenieurwissenschaftler für Mechanik.
Ortiz studierte Bauingenieurwesen an der Polytechnischen Universität in Madrid mit dem Abschluss 1977 und an der University of California, Berkeley, mit dem Master-Abschluss 1978 und der Promotion 1981 (Topics in Constitutive Theory for Inelastic Solids). Als Post-Doktorand war er in Berkeley und Madrid. 1984 wurde er Assistant Professor, 1987 Associate Professor und 1990 Professor an der Brown University und 2004 Dotty and Dick Hayman Professor für Aeronautik und Maschinenbau am Caltech. Seit 2013 ist er dort Frank and Ora Lee Marble Professor. Seit 2016 hat er außerdem eine Forschungsprofessur an der Universität Bonn (Hausdorff Center).
Er befasst sich mit numerischer Modellierung von Festkörper-Materialien über verschiedene Längen-Skalen mit Anwendung insbesondere auf Versagensmechanismen (Rissbildung, plastische Deformation, Instabilitäten usw.). Unter anderem modellierte er Einschläge mit sehr hoher Geschwindigkeit.
2015 erhielt er die Timoshenko-Medaille. 2013 wurde er Mitglied der National Academy of Engineering und 2007 Fellow der American Academy of Arts and Sciences. 2002 erhielt er einen Humboldt-Forschungspreis. Er ist korrespondierendes Mitglied der spanischen Akademie für Ingenieurwissenschaften. 1994/95 war er Fairchild Scholar am Caltech und 1977/78 Fulbright-Stipendiat.

## Schriften (Auswahl)
- mit J. C. Simo: An Analysis of a New Class of Integration Algorithms for Elastoplastic Constitutive Relations, International Journal for Numerical Methods in Engineering, Band 23, 1986, S. 353–366
- Computational micromechanics. Comput Mech., Band 18, 1996, S. 321–338.
- mit G. T. Camacho: Computational modelling of impact damage in brittle materials, International Journal of Solids and Structures, Band 33, 1996, S. 2899–2938
- mit E. B. Tadmor, R. Phillips: Quasicontinuum analysis of defects in solids, Philosophical Magazine A, Band 73, 1996, S. 1529–1563
- mit A. Pandolfi: Finite-deformation irreversible cohesive elements for three- dimensional crack-propagation analysis, International Journal for Numerical Methods in Engineering, Band 44, 1999, S. 1267–1282, 1999
- mit V. B. Shenoy, R. Miller, E. B. Tadmor, D.  Rodney, R. Phillips: An adaptive finite element approach to atomic-scale mechanics – The quasicontinuum method,  Journal of the Mechanics and Physics of Solids, Band 47, 1999, S. 611–642
- mit M. Arroyo: Local maximum-entropy approximation schemes: A seamless bridge between finite elements and meshfree methods, International Journal for Numerical Methods in Engineering, Band 65, 2006, S. 2167–2202.
- mit T. Kirchdoerfer: Data-Driven Computing in Dynamics, International Journal for Numerical Methods in Engineering, Band 113, 2018, S. 1697–1710.